# Ferdinand von Hochstetter

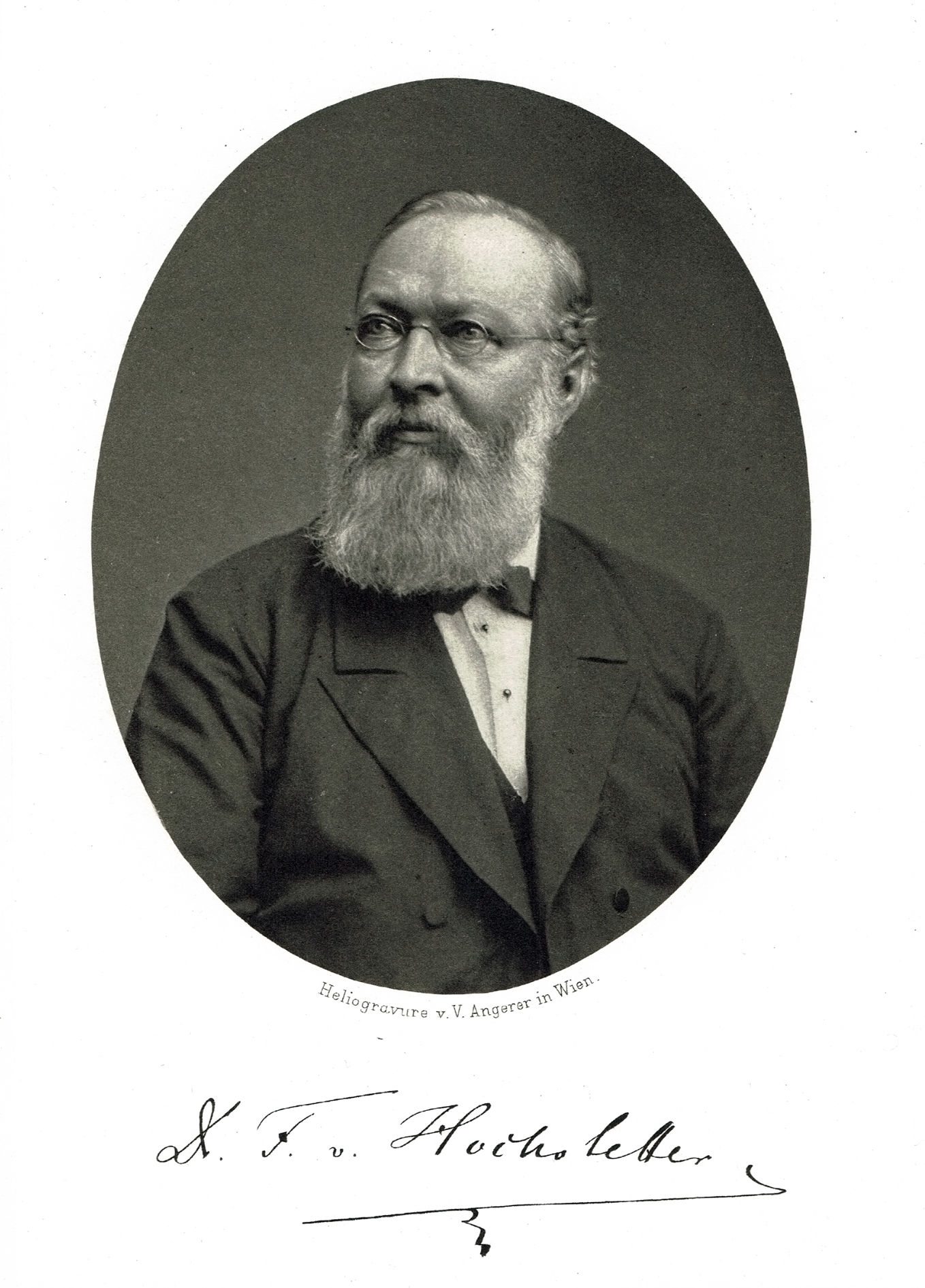
Ferdinand Hochstetter, Heliogravüre von Viktor Angerer, vor 1884

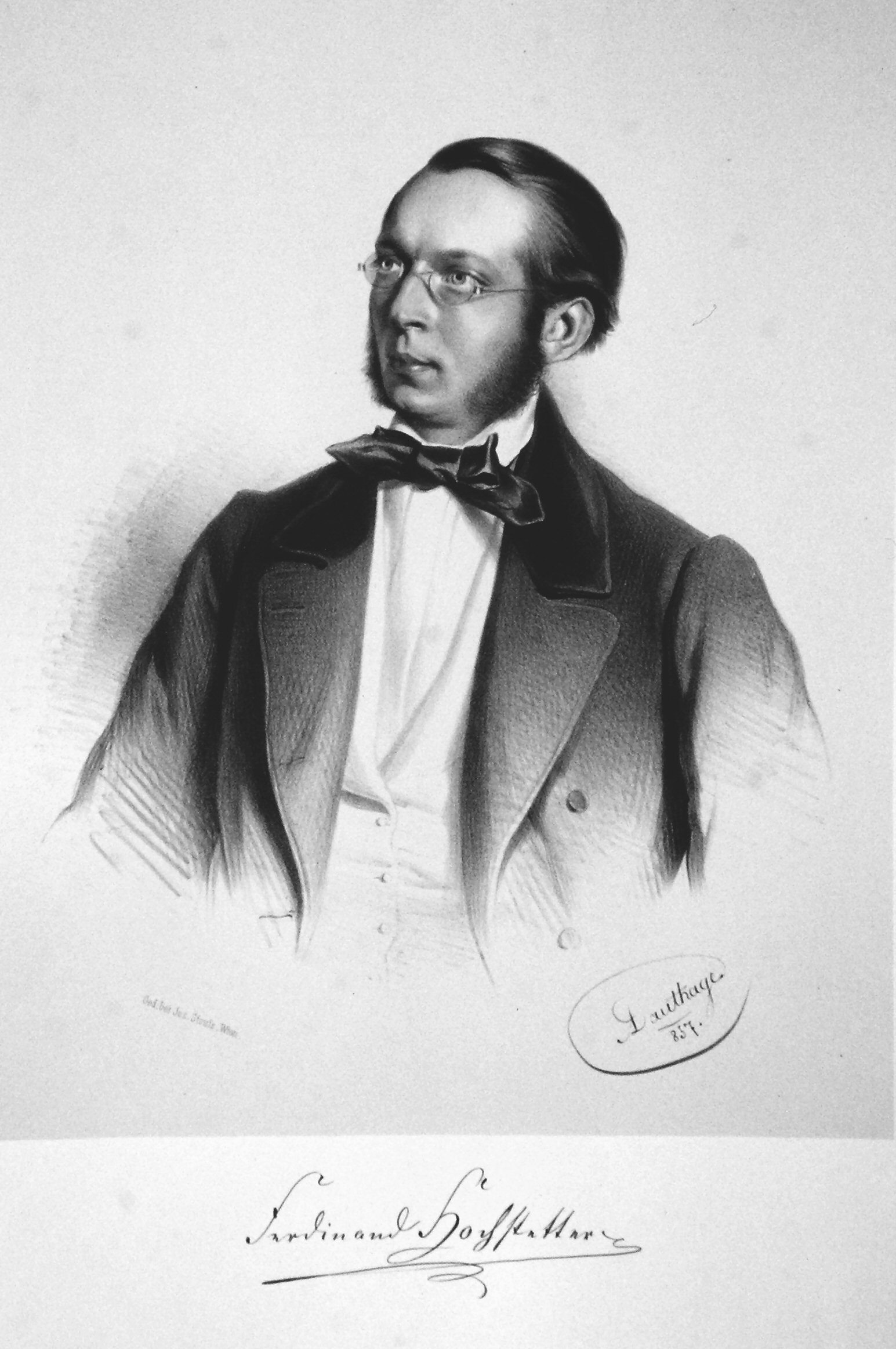
Ferdinand Hochstetter, Lithographie von Adolf Dauthage, 1857

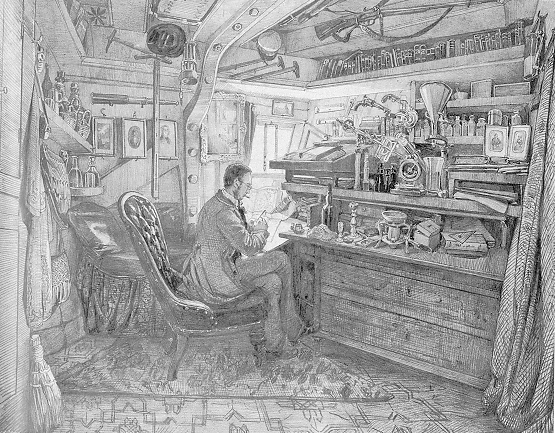
Ferdinand Hochstetter in seiner Kabine an Bord der Fregatte Novarra. Gemälde von Joseph Selleny, 1857.

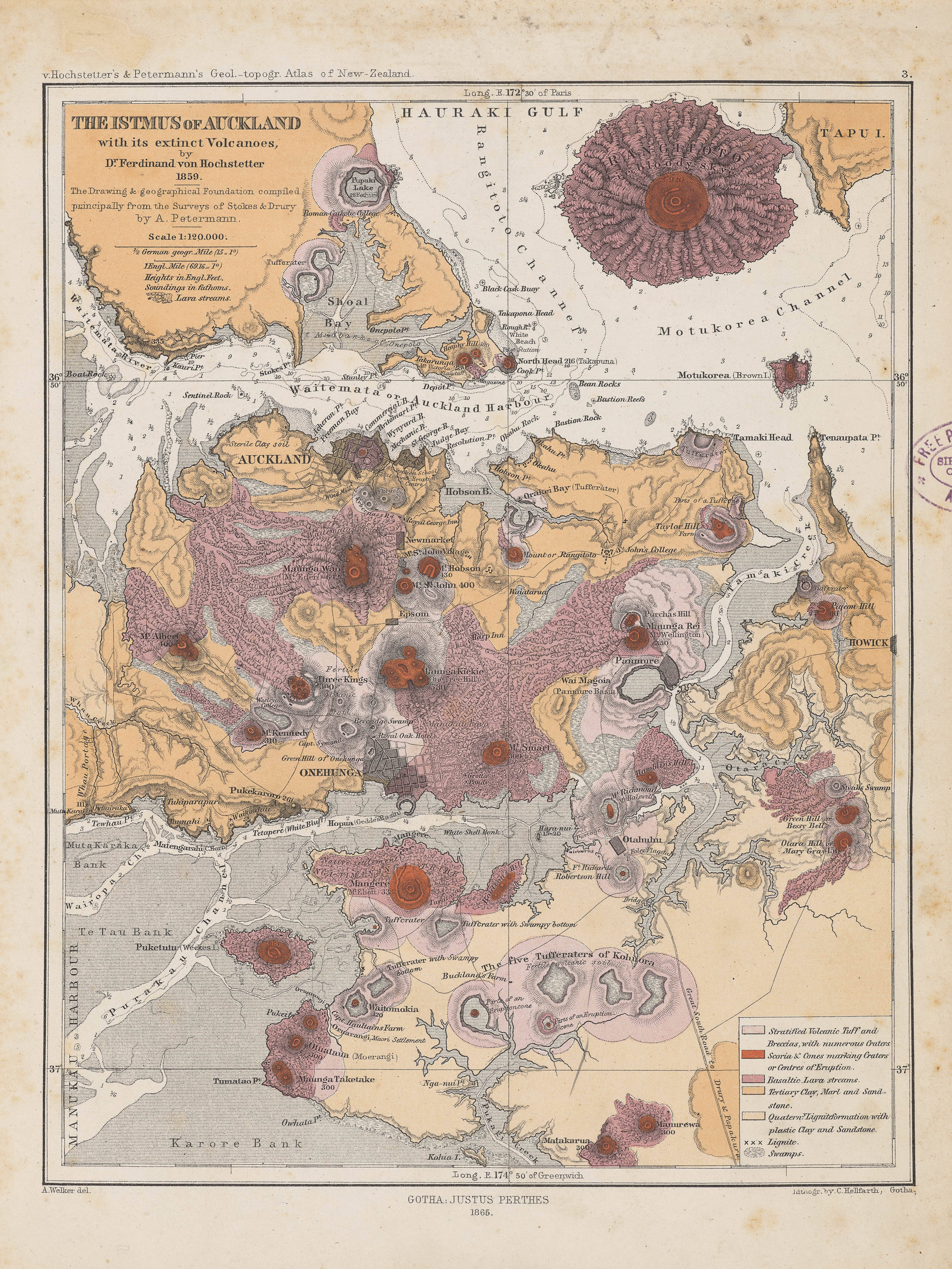
Geologische Karte der Umgebung von Auckland und der Vulkane des Auckland Volcanic Field aus der ersten systematischen geologischen Kartierung des Landes durch Hochstetter

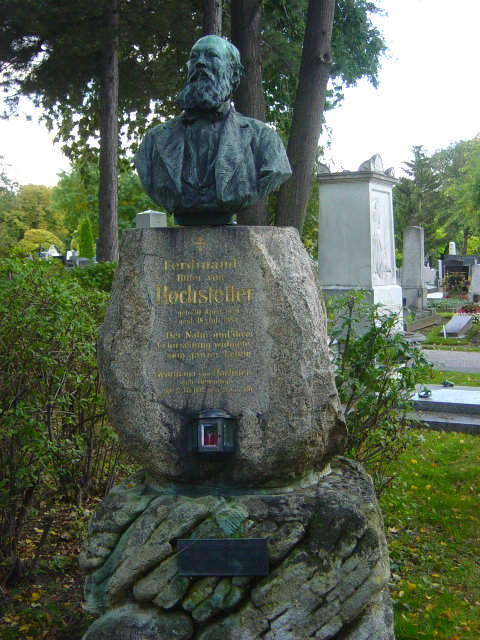
Grabmal von Ferdinand Ritter von Hochstetter auf dem Wiener Zentralfriedhof

Christian Gottlob Ferdinand Ritter von Hochstetter (* 30. April 1829 in Esslingen am Neckar; † 18. Juli 1884 in Wien) war ein deutsch-österreichischer Geologe, Naturforscher und Entdecker.

## Frühes Leben und Ausbildung
Ferdinand von Hochstetter wurde am 30. April 1829 als Sohn des Esslinger Stadtpfarrers Christian Ferdinand Friedrich Hochstetter (1787–1860) und dessen vierter Ehefrau Sofie Friederike Orth (1795–1861) in Esslingen in Württemberg geboren. Nach dem bestandenen Examen am Esslinger Lyzeum (das heutige Georgii-Gymnasium) wechselte er an die Klosterschule in Maulbronn und studierte 1847 an der Universität Tübingen Theologie und Naturwissenschaften. Während seiner Studienzeit wurde er Mitglied der Tübinger Königsgesellschaft Roigel. 1851 schloss er sein theologisches Studium ab und graduierte 1852 als Doktor der Philosophie mit einer Dissertation in Mineralogie.

## Umzug nach Wien
1853 ging Hochstetter nach Wien, wo er für die k. k. geologische Reichsanstalt (Donaumonarchie) den Böhmerwald, das Karlsbader Gebirge, den böhmischen Teil des Erzgebirges und westliche Teile vom „basaltischen Mittelgebirge Böhmens“ (Böhmisches Mittelgebirge) geologisch untersuchte. Im Jahre 1856 wurde er Privatdozent an der Universität Wien.

## Novara-Expedition und Neuseeland
1857 nahm Hochstetter im Auftrag der Kaiserlichen Akademie der Wissenschaften an der Weltumseglung der österreichischen Fregatte Novara teil, die als Novara-Expedition in die Geschichtsbücher einging. Die Reise ging von Triest aus über Rio de Janeiro, Kapstadt, Madras, Sumatra, Hongkong, Shanghai, Sydney und für Hochstetter bis nach Auckland, das er am 22. Dezember 1858 mit der Novara erreichte. Dort wurde Hochstetter für geologische Untersuchungen in Neuseeland auf Bitten der Provinzialregierung von Auckland von dem Rest der Reise befreit. In den ersten zwei Monaten untersuchte er gemeinsam mit Julius von Haast, mit dem er sich anfreundete, und Charles Heaphy das Auckland Volcanic Field. Hochstetter kartierte das Vulkanfeld, in dem er 61 Vulkane ausmachte, und erschuf mit seinen geologischen Aufzeichnungen von dem Gebiet das erste Werk über die Geologie Neuseelands.
Am 5. März 1859 startete Hochstetter zu seiner Expedition zum Inneren der Nordinsel des Landes, um das Gebiet um den erloschenen Vulkan Taupō und der Taupō Volcanic Zone geologisch zu erforschen. Durch die Region Taranaki und über Wellington ging seine Reise dann im Juni 1859 auf die Südinsel in die Region um Nelson. Er untersuchte die Kohlelager, Goldfelder und Kupfererz-Lagerstätten der Region. Bei seinen Felduntersuchungen am Dun Mountain bei Nelson entdeckte er eine damals noch nicht klassifizierte Gesteinsart und nannte sie nach ihrer Typlokalität Dunit, die er im Jahre 1864 erstmals wissenschaftlich beschrieb.
Am 2. Oktober 1859 trat Hochstetter seine Rückreise nach Europa über Sydney an.

## Veröffentlichungen und Kartenwerke
Die Ergebnisse von Hochstetters Forschungen wurden in mehreren Werken veröffentlicht. Besonders bekannt wurde sein populärwissenschaftliches Reisebuch Neu-Seeland, das 1863 (engl. Ausgabe 1867) im Verlag Cotta in Stuttgart erschien. Im Jahr darauf veröffentlichte die Kaiserliche Akademie der Wissenschaften in Wien den Band zur Geologie von Neuseeland als Teil der wissenschaftlichen Reihe zur Novara-Expedition.
Von besonderer Bedeutung waren die geologischen und topographischen Karten, die Hochstetter in Zusammenarbeit mit dem Kartografen August Petermann und der Geographischen Verlagsanstalt Justus Perthes in Gotha erstellte. Einzelne Karten wurden in Petermanns Geographische Mitteilungen, der damals führenden Fachzeitschrift für Explorationsgeographie, publiziert. Weitere Karten erschienen sowohl in Hochstetters Reisebuch als auch in den offiziellen Veröffentlichungen zur Novara-Expedition.
Im Jahr 1863 (engl. Ausgabe 1864) wurden sämtliche Karten in einem gemeinsam mit Petermann herausgegebenen geologisch-topographischen Atlas zusammengefasst, der als erster Atlas Neuseelands gilt.

## Wirken in Österreich
Zurück in Österreich, wurde er 1860 zum Professor für Geologie und Mineralogie an die Wiener Technische Hochschule berufen, von 1874 bis 1875 war er Rektor der Hochschule.
Ab 1876 leitete er, von Kaiser Franz Joseph I. berufen, als Direktor das Naturhistorische Hofmuseum. Als einer der Ersten trat Hochstetter bereits 1860 öffentlich für den Darwinismus ein. 1872 wurde er vom Kaiserhaus zum Lehrer des Kronprinzen Rudolf bestimmt. Er unternahm wiederholt ausgedehnte Reisen in wissenschaftlichem Interesse. Er bereiste 1863 die Schweiz und Italien, 1869 die europäische Türkei, 1872 Russland und den Ural. Von ihm stammt die erste geologische Übersichtskarte des Balkangebietes, das damals noch zum Türkischen Reich gehörte. Im Jahr 1868 veröffentlichte Hochstetter in Wien den ersten Erklärungsversuch für die von Erdbeben verursachten Flutwellen in den Meeren.
Im Jahr 1862 wurde Hochstetter zum Mitglied der Deutschen Akademie der Naturforscher Leopoldina und zum korrespondierenden Mitglied der Bayerischen Akademie der Wissenschaften gewählt. 1868 wurde ihm die Ehrenmitgliedschaft der ISIS, Gesellschaft für specielle, besonders vaterländische Naturkunde in Dresden verliehen. Seit 1869 war er Mitglied der American Philosophical Society. 1875 wurde er zum korrespondierenden Mitglied der Göttinger Akademie der Wissenschaften gewählt.
Ferdinand von Hochstetter starb am 18. Juli 1884 in Oberdöbling bei Wien (im heutigen 19. Wiener Gemeindebezirk) und wurde in einem Ehrengrab auf dem Wiener Zentralfriedhof (Gruppe 14 A, Nummer 41) beigesetzt.

## Erste wissenschaftliche Beschreibung eines Tsunamiereignisses
Unter den Eindrücken seiner Teilnahme an der Novara-Expedition, bei der er sich auch mit Erscheinungen des Vulkanismus befasst hatte, verfolgte Hochstetter von Wien aus die Wirkungen des am 13. August 1868 eintretenden Erdbebens vor der damaligen peruanischen Küste (Epizentrum heute vor Chile liegend).
Flutwellen (Tsunamis) erreichten am 15. August sowohl die Ostküsten von Neuseeland als auch Australien. Hochstetter erkannte den Zusammenhang zwischen dem Erdbeben als Ursache und später weit entfernt an verschiedenen Küsten des Pazifischen Ozeans ankommenden Flutwellen als Folgen. Diese Erkenntnis gelang ihm lange vor der Zeit, in der Geophysiker die Funktionsweise von Tsunamiereignissen wissenschaftlich genau beschreiben konnten. Er gewann sie allein aus Informationen, die ihm von Australien, Honolulu (Hawaii), Neuseeland und Peru aus auf dem damaligen Postweg, also per Schiff, zugingen. Hochstetter erhielt die Informationen über Erdbeben und Flutwellen brieflich durch Kontakte, die er bei seinem Südseeaufenthalt bei Forschung und Arbeit geknüpft hatte.
Hochstetter gehört zu den ersten Wissenschaftlern, die solche Flutwellen in den Meeren als Folge tektonischer Ereignisse verstanden, und veröffentlichte darüber im Jahre 1868. Aus der Entfernung zwischen Südamerika und Neuseeland, der mittleren Meerestiefe sowie dem zeitversetzten Eintreffen der Welle an der australischen Küste leitete er eine Ausbreitungsgeschwindigkeit von 368 Seemeilen pro Stunde ab. Hochstetter hinterließ eine Handskizze, mit der er den Verlauf eines Tsunamis verdeutlicht. Dieses Dokument fand sich vor wenigen Jahren auf Hinweis der Wissenschaftlerin Eleonore Hoke von der Victoria University of Wellington in historischen Archivbeständen der Geologischen Bundesanstalt von Wien. Das von ihm beschriebene Tsunamiereignis mit einer Erdbebenmagnitude von 9,0 richtete an der Küste Südamerikas und im pazifischen Raum verheerende Schäden an, die auch tausende Todesopfer forderten.

## Familie
Am 2. April 1861 heiratete Hochstetter in Wien Georgiana Elisa Bengough, Tochter des Engländers John Egbert Bengough, der Direktor der Wiener Gaswerke war. Sie hatten zusammen vier Söhne, darunter den späteren Geologen Egbert Wilhelm von Hochstetter, und vier Töchter.

## Würdigungen und Ehrungen
- 1859 Verleihung des Orden der Eisernen Krone, dritter Klasse[23]
- 1869 wurde er Ehrenmitglied des Vereins für vaterländische Naturkunde in Württemberg,[24]
- 1884 wurde er in den österreichischen erblichen Ritterstand erhoben,
- 1884 wurde in Wien-Leopoldstadt (2. Bezirk) im Nordbahnviertel die Hochstettergasse nach ihm benannt.

Nach dem Forscher sind mehrere geographische Orte und Arten von Lebewesen benannt:
- der Hochstetter Peak (2822 m) in den Neuseeländischen Alpen und der Lake Hochstetter
- der Hochstetter Peak (1000 m) in der Antarktis
- der Hochstetter-Fjord in Grönland
- die Hochstetter-Inseln im Archipel Franz-Josef-Land
- der Von Hochstetter Seamount im Indischen Ozean[25]
- die Südinseltakahe (Porphyrio hochstetteri), ein Rallenvogel Neuseelands
- der Hochstetter-Frosch (Leiopelma hochstetteri), eine in Neuseeland endemische Froschart aus der Familie der Neuseeländischen Urfrösche
- der leuchtendblaue Pilz Entoloma hochstetteri aus der Gattung der Rötlinge, der in Neuseeland und Indien beheimatet ist.

## Schenkung aus dem Nachlass
Immer wieder erhielt das Archiv am Naturhistorischen Museum Schenkungen von Nachlassteilen (Tagebücher, Notizbücher, Briefe, Büsten usw.) aus dem Familienbesitz der zahlreichen Nachfahren von Ferdinand von Hochstetter. Jahre später, am 30. April 2016 wurde im Naturhistorischen Museum Wien ein Schenkungsvertrag unterzeichnet: Inge von Hochstetter, in Basel lebende Urenkelin des Forschers und andere Nachfahren übergaben dem Museum einen weiteren Splitternachlass, die sogenannte „Hochstetter Collection Basel“. Christian Köberl, damals Leiter des Hauses, wurde so zitiert:
„Das NHM Wien erhält Hochstetters Tagebücher, Briefe und Handschriften sowie Bilder, Pläne, Zeichnungen und Fotos aus dessen privatem Besitz. Reisetagebücher und Notizen von seinen Reisen – vor allem von der Novara-Reise – ermöglichen neue Einblicke in das Leben des Forschers und Museumsintendanten.“

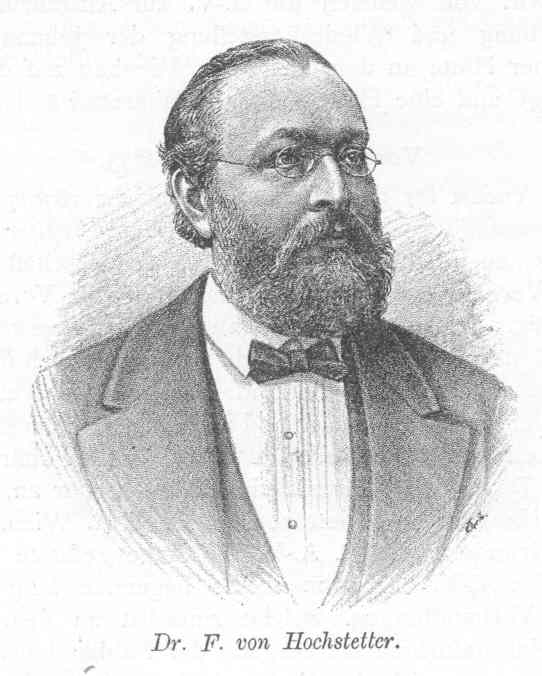
Ferdinand von Hochstetter, ca. 1890
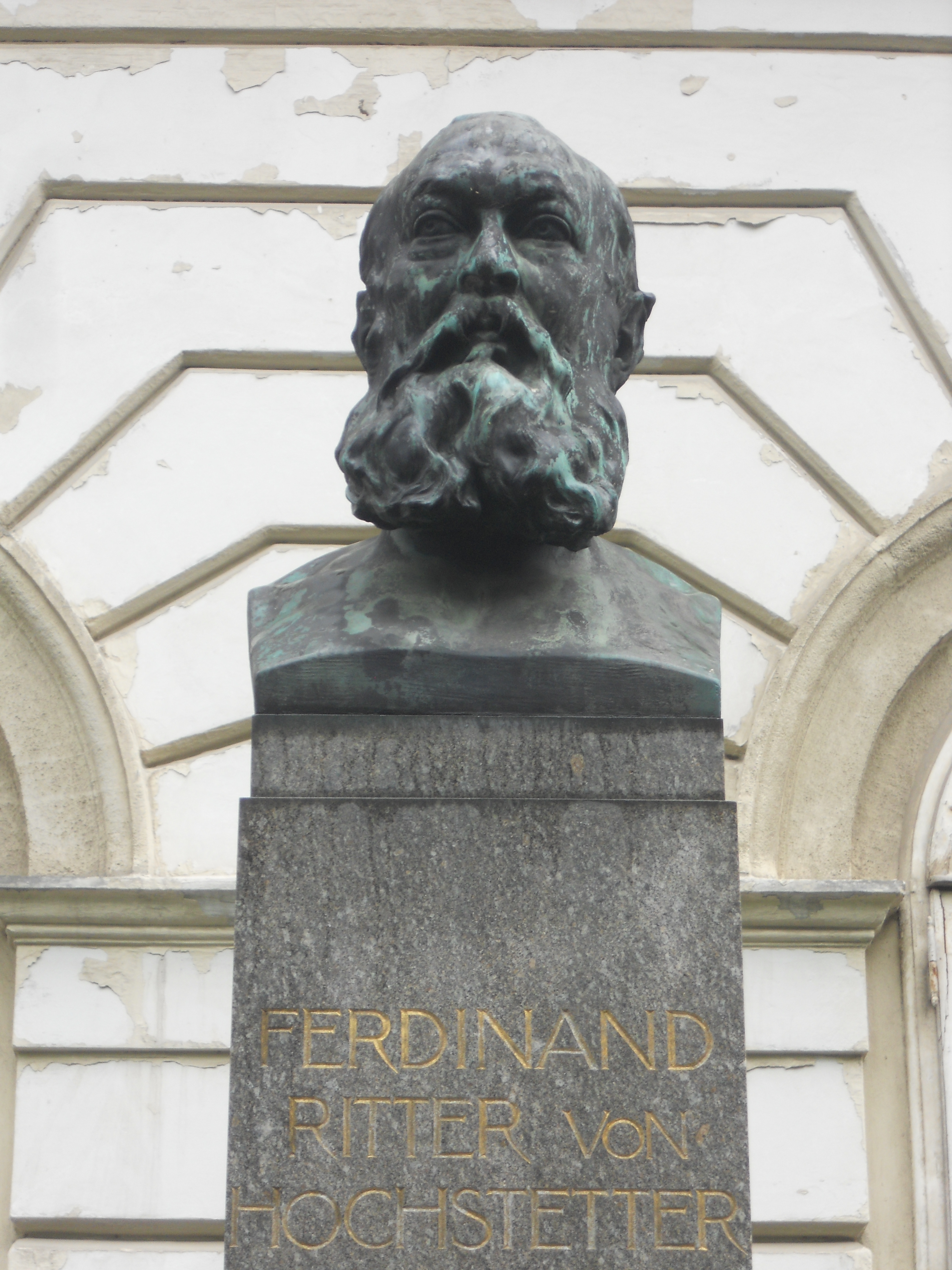
Büste Hochstetters vor der Technischen Universität Wien
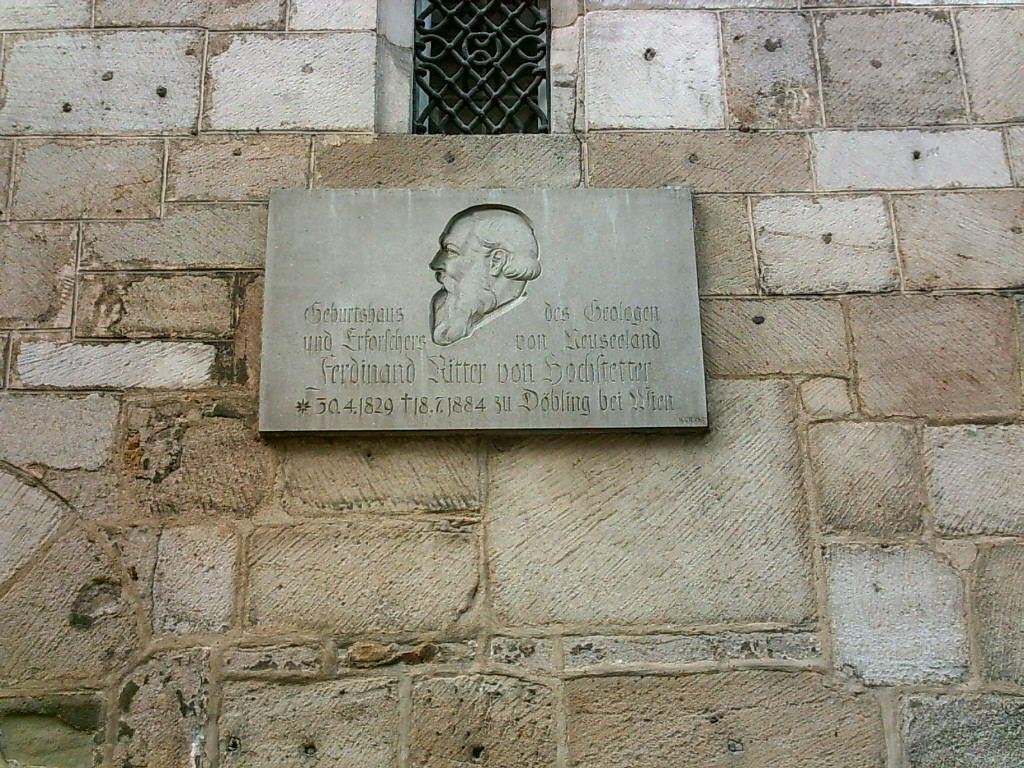
Gedenktafel für Ferdinand von Hochstetter am Speyrer Pfleghof in Esslingen, seinem Geburtshaus, heute Sitz der Sektmanufaktur Kessler
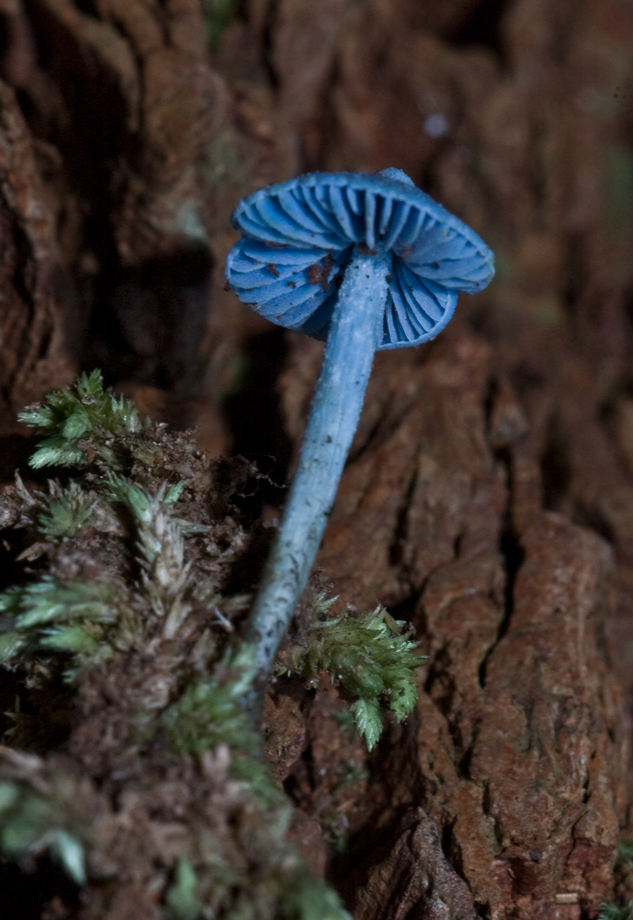
Entoloma hochstetteri, ein Pilz aus der Gattung der Rötlinge
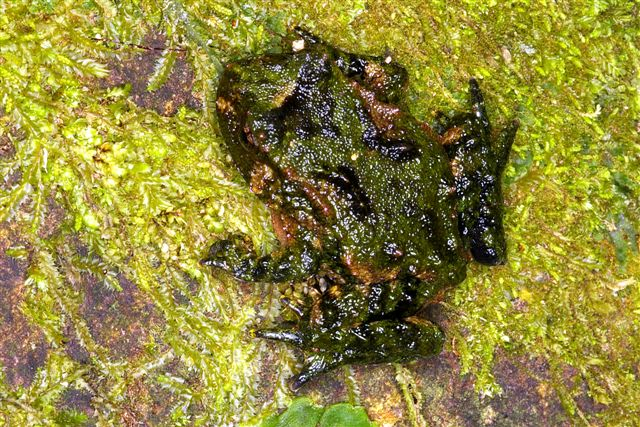
Hochstetter-Frosch (Leiopelma hochstetteri) aus Neuseeland

## Werke
- Karlsbad, seine geognostischen Verhältnisse und seine Quellen. Gebr. Franieck, Karlsbad 1856 (digitale-sammlungen.de).
- Über die Lage der Karlsbader Thermen in zwei parallelen Quellenzügen auf zwei parallelen Gebirgsspalten. In: Sitzungsberichte der Kaiserlichen Akademie der Wissenschaften in Wien – mathematisch-naturwissenschaftliche Classe. Band 20. K. K. Hof- und Staatsdruckerei, Wien 1856, S. 13–36 (biodiversitylibrary.org).
- Die Kuhpocken-Impfung. vor dem aufgeklärten Theil von Europa. P. W. Quack, Stuttgart 1858 (digitale-sammlungen.de).
- Neu-Seeland. Gotta'scher Verlag, Stuttgart 1863 (hathitrust.org).
- zus. mit August Petermann: Geologisch-topographischer Atlas von Neu-Seeland in 6 Blättern. Justus Perthes, Gotha 1863 (handle.net).
- Geologie von Neuseeland. Beiträge zur Geologie der Provinzen Auckland und Nelson. In: Wülfferstorf-Urbair (Hrsg.): Reise der Österreichischen Fregatte Novara. Band 1. Wien 1864 (google.de).
- Ueber das Erdbeben in Peru am 13. August 1868: und die dadurch veranlassten Fluthwellen im Pacifischen Ocean, namentlich an den Küsten von Chili und von Neu-Seeland (Erste Mittheilung). In: Sitzungsberichte der Kaiserlichen Akademie der Wissenschaften. Mathematisch-Naturwissenschaftliche Classe. Band 58, II Abt. K.-K. Hof- und Staatsdruckerei in Commission bei Karl Gerold's Sohn, Wien 1868, S. 837–860 (google.de).
- Reise durch Rumelien im Sommer 1869. In: Mitteilungen der kais. und königl. Geographischen Gesellschaft in Wien. Wien 1871 (geologie.ac.at [PDF]).
- Über den Ural. Lüderitz, Berlin 1873 (google.de – Vortrag).
- Geologische Bilder der Vorwelt und der Jetztwelt. Zum Anschauungs-Unterricht und zur Belehrung in Schule und Familie. Schreiber, Eßlingen 1873 (google.de).
- Asien: seine Zukunftsbahnen und Kohlenschätze. Hölder, Wien 1876.
- Gesammelte Reise-Berichte von der Erdumsegelung der Fregatte „Novara“ 1857–1859. Eduard Hölzel, Wien 1885 (geologie.ac.at [PDF]).
- Ferdinand von Hochstetter: Briefe aus dem Böhmerwald 1852–1855, herausgegeben von Sascha Nolden, Edition Thanhäuser, Ottensheim 2017.